# Ptak (Góry Stołowe)
Ptak (niem. Vogelberg, 841 m n.p.m.) – wzniesienie w południowo-zachodniej Polsce, w Sudetach Środkowych, w Górach Stołowych.

## Położenie i opis
Wzniesienie położone jest na terenie Parku Narodowego Gór Stołowych około 1,2 km na południowy wschód od Karłowa, na wschodnim fragmencie stoliwa Skalniak, na północ od Lisiej Przełęczy.

Niewielkie, kopulaste wzniesienie, zbudowane z piaskowców ciosowych, górnych stanowiących najmłodsza warstwę Gór Stołowych, stanowi zakończenie Lisiego Grzbietu. Wzniesienie o wyraźnym wierzchołku i łagodnym zachodnim zboczu, pozostałe zbocza opadają pionowymi ścianami kilka metrów w dół. Cały obszar porośnięty jest lasem świerkowym regla dolnego. Na krawędzi opadającego pionowo północnego zbocza położony jest Fort Karola.

## Szlaki turystyczne
Przez wzniesienie prowadzi  szlak turystyczny z Dusznik-Zdroju do Karłowa.